# سهره پشت‌زیتونی یقه‌سفید
سهره پشت‌زیتونی یقه‌سفید (نام علمی: Nesocharis ansorgei)، یک گونه از سهرگان ریز است که در آفریقا یافت می‌شود. گستره جهانی آن ۹۴۰۰۰ کیلومتر مربع تخمین زده شده‌است.
می‌توان آن را در بوروندی، جمهوری دموکراتیک کنگو، رواندا، تانزانیا و اوگاندا یافت. با این حال، حداقل در بخش‌هایی از محدوده آن معمولاً دیده نمی‌شود. اتحادیه بین‌المللی حفاظت از طبیعت این گونه را به عنوان کمترین نگرانی طبقه‌بندی کرده‌است.